# African Parks
La African Parks è un'organizzazione non governativa (ONG) che si dedica alla conservazione dell'ambiente, fondata nel 2000 e con sede a Johannesburg, in Sudafrica. Venne fondata inizialmente come compagnia privata, la African Parks Management and Finance Company, ma poi ha subito una serie di cambiamenti strutturali fino a diventare una ONG chiamata African Parks Foundation, in seguito ribattezzata African Parks Network. L'organizzazione si dedica alla gestione di parchi nazionali e aree protette in tutta l'Africa, in collaborazione con i governi e le comunità locali. La African Parks gestisce 15 aree protette in 9 paesi diversi, e nel 2018 aveva alle sue dipendenze più di 1000 ranger. I suoi co-fondatori furono Michael Eustace, Peter Fearnhead, Paul Fentener van Vlissingen, Anthony Hall-Martin e Mavuso Msimang; Fearnhead ne è tuttora l'amministratore delegato. Il principe Harry è stato nominato presidente dell'organizzazione alla fine del 2017.

## Descrizione
La African Parks è un'organizzazione ambientalista no-profit con sede a Johannesburg che gestisce parchi nazionali e aree protette in tutta l'Africa, in collaborazione con i governi e le comunità locali. Oltre alla gestione dei parchi, l'organizzazione si occupa di: addestrare i ranger; gestire attivamente e proteggere la fauna selvatica; operare per ridurre il bracconaggio e aumentare forze dell'ordine e turismo; raccogliere fondi; migliorare le infrastrutture; e sostenere gli abitanti locali. Il motto della African Parks è a business approach to conservation, «un approccio commerciale alla conservazione».
Attualmente la African Parks gestisce 15 aree protette in 9 paesi diversi, tra cui: il parco nazionale del Pendjari in Benin, la riserva naturale di Chinko in Repubblica Centrafricana, la riserva naturale e culturale dell'Ennedi e il parco nazionale di Zakouma in Ciad, il parco nazionale di Garamba nella Repubblica Democratica del Congo, il parco nazionale del Liwonde, la riserva faunistica di Majete, la riserva forestale di Mangochi e la riserva faunistica di Nkhotakota in Malawi; il parco nazionale di Bazaruto in Mozambico, il parco nazionale di Odzala-Kokoua nella Repubblica del Congo, il parco nazionale dell'Akagera in Ruanda e la zona umida di Bangweulu e il parco nazionale di Liuwa Plain nello Zambia.
Nel 2018 la African Parks aveva alle sue dipendenze più di 1000 ranger. Secondo il Washington Post, l'organizzazione «possiede la maggiore unità antibracconaggio privata di tutto il continente». Peter Fearnhead, uno dei cofondatori della ONG, è tuttora il suo amministratore delegato. Altri cofondatori sono Michael Eustace, Paul Fentener van Vlissingen, Anthony Hall-Martin e Mavuso Msimang. Il principe Harry, che aveva precedentemente assistito al progetto di trasferimento di elefanti in Malawi del 2016-17 è stato nominato presidente nel dicembre 2017. Robert-Jan van Ogtrop è l'attuale presidente del consiglio di amministrazione. Tra gli altri membri del consiglio c'è il dottor Hansjörg Wyss, fondatore della Wyss Campaign for Nature.
La African Parks ha ricevuto finanziamenti da Unione europea, Adessium Foundation, Fondo mondiale per l'ambiente (GEF), Howard G. Buffett Foundation, Banca internazionale per la ricostruzione e lo sviluppo, National Geographic Society, Nationale Postcode Loterij, Swedish Postcode Lottery, United States Agency for International Development (USAID), United States Fish and Wildlife Service (USFWS), Walton Family Foundation, WWF e Wyss Foundation, tra gli altri. Una dotazione finanziaria da parte di Fentener van Vlissingen versa circa 700.000 dollari ogni anno alla African Parks. Nel 2016 l'organizzazione aveva un budget di circa 35 milioni di dollari.

## Storia
La African Parks venne fondata nel 2000 come una società privata, la African Parks Management and Finance Company. Msimang e Hall-Martin, che in precedenza erano stati rispettivamente direttore e amministratore delegato della South African National Parks, ricoprirono il ruolo di direttori della nuova società, così come Fentener van Vlissingen. Fearnhead, allora capo dello sviluppo commerciale della South African National Parks, entrò a far parte del nuovo comitato consultivo. I piani per l'istituzione dell'azienda erano iniziati a delinearsi dopo l'incontro tra Fentener van Vlissingen e Nelson Mandela nel 1998 e tra i primi sostenitori figuravano il Dipartimento di Stato degli Stati Uniti e la Banca Mondiale.
Le prime aree protette gestite dall'azienda, a partire dal 2003, furono la riserva faunistica di Majete e il parco nazionale di Liuwa Plain. La African Parks aveva in programma anche la gestione del parco nazionale Sioma Ngwezi, nello Zambia, ma il progetto non andò a buon fine. Da Johannesburg la compagnia si trasferì nei Paesi Bassi e intraprese alcuni cambiamenti strutturali. Eustace, Fearnhead, Hall-Martin e Msimang divennero azionisti di minoranza della African Parks B.V. e continuarono a far parte del consiglio di amministrazione dell'azienda. Nei Paesi Bassi venne creata la African Parks Foundation, che divenne unica azionista della società. La African Parks B.V. venne liquidata nel 2004.
Durante questa transizione, la African Parks stipulò accordi per la gestione del parchi nazionali di Nechisar e dell'Omo, in Etiopia, rispettivamente nel 2004 e nel 2005. Tuttavia, l'organizzazione annunciò l'intenzione di porre fine a questi due accordi nel dicembre 2007 e nel 2008 smise di gestire in parchi in Etiopia. La African Parks aveva stipulato accordi anche per gestire il Garamba, nonché due parchi marini del Sudan, quelli della baia di Dungonab e dell'atollo di Sanganeb. Questi accordi, però, non garantirono all'organizzazione il pieno controllo a lungo termine delle aree gestite, come era avvenuto con la maggior parte delle concessioni. L'organizzazione della African Parks subì altre modifiche interne dopo la morte di Fentener van Vlissingen nel 2006. Il quartier generale dell'organizzazione fece ritorno in Africa e la rappresentanza africana ritornò nel consiglio.
L'organizzazione iniziò a gestire l'Akagera assieme al Rwanda Development Board nel 2009, Zakouma nel 2010 e Chinko nel 2014. Nel febbraio 2015 la African Parks ha sottoscritto un memorandum d'intesa con il governo del Ciad per istituire un'area protetta nell'Ennedi, che è in procinto di diventare una riserva naturale e culturale. Nell'agosto 2015 il governo del Malawi ha concluso una serie di accordi con la African Parks per iniziare a gestire Liwonde e Nkhotakota. Nel 2015 la Wyss Foundation ha finanziato il programma di reintroduzione del leone nell'Akagera della African Parks. Tra il 2016 e il 2017 la African Parks è riuscita a trasferire 500 elefanti e altri animali da Liwonde e Majete a Nkhotakota. Il principe Harry ha assistito al trasferimento, che è stato effettuato in collaborazione con il Dipartimento dei Parchi Nazionali e della Fauna Selvatica del Malawi e finanziato in gran parte della Nationale Postcode Loterij.
Nel marzo 2017 la African Parks ha ricevuto 65 milioni di dollari dalla Wyss Foundation per finanziare i programmi di conservazione nel parco nazionale di Liwonde e nelle riserve naturali di Majete e di Nkhotakota in Malawi, nonché nel parco nazionale dell'Akagera in Ruanda, e ha aggiunto altre cinque aree protette alla sua gestione. A metà 2017 ha siglato un accordo decennale per aiutare a gestire il parco nazionale del Pendjari in Benin, quindi, a dicembre, ha deciso di gestire il parco nazionale di Bazaruto in Mozambico. Nel 2018 l'organizzazione ha firmato un accordo per la gestione della riserva naturale e culturale dell'Ennedi.